# Hervé Guiraud (rugby à XV)
Pour les articles homonymes, voir Hervé Guiraud et Guiraud.
Pas d'image ? Cliquez ici

a Compétitions nationales et continentales officielles uniquement.

b Matchs officiels uniquement.
Hervé Guiraud, né le 25 novembre 1966 à Castelnaudary, est un joueur de rugby à XV qui a joué avec l'équipe de France au RC Nîmes puis au RC Narbonne, évoluant au poste de talonneur (1,75 m pour 90 kg).

## Carrière de joueur

### En club
- RO Castelnaudary -1989 (1re division groupe B)
- RC Nîmes 1989-1996 (1re division groupe A)
- RC Narbonne 1996-1999 (1re division groupe A)
- Stade olympique millavois (Millau) 1999-2003 (fédérale 1)
- RO Castelnaudary 2003-2004 (fédérale 3)

### En équipe nationale
- Il a disputé un test match le 20 avril 1996 contre l'équipe de Roumanie alors qu'il évoluait sous les couleurs du RC Nîmes[1].
- Il compte plus d'une trentaine de sélections en France B.

## Carrière d'entraîneur
- 2003-2004 entraîneur Rugby Olympique Castelnaudary
- 2006-2008 entraîneur au RC Narbonne (espoirs)
- 2008-2009 entraîneur des avants à l'Union Sigean-Port-la-Nouvelle
- 2009- entraîneur au sein du RC Narbonne (jeunes)

## Palmarès
En sélection
- Sélections en équipe nationale : 1
- Sélections par année : 1 en 1996
- Médaille d'or aux Jeux méditerranéens 1993 avec l'équipe de France de rugby

En club
- Challenge de l'Espérance :
  - Vainqueur (1) : 1991